# Canton de Peyrehorade
Le canton de Peyrehorade est une ancienne division administrative française située dans le département des Landes et la région Aquitaine. Il a été supprimé par le nouveau découpage cantonal entré en vigueur en 2015.
Peyrehorade est le bureau centralisateur du nouveau canton d'Orthe et Arrigans.

## Géographie
Ce canton était organisé autour de Peyrehorade dans l'arrondissement de Dax. Son altitude variait de 0 m (Hastingues) à 143 m (Saint-Cricq-du-Gave) pour une altitude moyenne de 40 m.

## Administration

### Conseillers généraux de 1833 à 2015
| Période | Période          | Identité                                   | Étiquette     | Qualité |
| ------- | ---------------- | ------------------------------------------ | ------------- | --- |
| 1833    | 1843 (décès)     | Arnaud Vivensang (1775-1843)               |               | Maire de Peyrehorade (1831-1843) |
| 1843    | 1871             | Jean-Antoine Vivensang (fils du précédent) |               | Notaire Maire de Peyrehorade (1848-1868) |
| 1871    | 1873 (démission) | Édouard Vivensang                          |               | Notaire |
| 1873    | 1880             | Jules de Prigny de Quérieux de Linois      | Droite        | Ancien lieutenant de vaisseau Maire de Saint-Cricq-du-Gave Propriétaire du château de Saint-Cricq                                                      |
| 1880    | 1886             | Jean Jules Delucq                          | Républicain   | Lieutenant d'infanterie retraité à Cauneille |
| 1886    | 1898             | Jean Demoulins de Riols                    | Républicain   | Pharmacien Maire de Saint-Lon-les-Mines Sénateur (1892-1897)                                                                                           |
| 1898    | 1922             | Aimé Lafargue                              | Républicain   | Docteur en médecine à Peyrehorade |
| 1922    | 1940             | Eugène Peyroux                             | Rad.          | Négociant à Peyrehorade |
|         |                  |                                            |               | |
| 1943    | 1945             | Joseph Dabadie                             |               | Adjoint au maire de Peyrehorade Nommé conseiller départemental en 1943                                                                                 |
|         |                  |                                            |               | |
| 1945    | 1949             | René Lafourcade                            | Rad.          | Agriculteur, conseiller municipal d'Orist Président de la FNSEA des Landes                                                                             |
| 1949    | 1955             | Robert Riu                                 | RGR           | Ingénieur-géomètre Conseiller municipal de Saint-Étienne-d'Orthe                                                                                       |
| 1955    | 1961             | Pierre Labadie                             | SFIO          | Forgeron Maire de Saint-Lon-les-Mines |
| 1961    | 1967             | Jean Dupaya                                | DVD puis Rad. | Maire de Peyrehorade |
| 1967    | 1973             | Jean Dufourq                               | SFIO puis PS  | Retraité de l'enseignement Adjoint au maire de Peyrehorade                                                                                             |
| 1973    | 1979             | Paul Lartigue                              | DVD           | Colonel, Maire de Peyrehorade (1971-1989) |
| 1979    | 2004             | Alain Siberchicot                          | PS            | Enseignant Suppléant du député Jean-Pierre Pénicaut (1981-1986 et 1988-1993) Maire de Saint-Lon-les-Mines (1977-2001) Maire de Peyrehorade (2001-2014) |
| 2004    | 2011             | Isabelle Cailleton                         | PS            | Ingénieur d’industries alimentaires Maire-adjointe de Peyrehorade                                                                                      |
| 2011    | 2015             | Jean Pétrau                                | SE            | Chef d'entreprise Maire de Saint-Étienne-d'Orthe (2005-2020)                                                                                           |

### Conseillers d'arrondissement (de 1833 à 1940)
| Période                                  | Période      | Identité                              | Étiquette               | Qualité |
| ---------------------------------------- | ------------ | ------------------------------------- | ----------------------- | --- |
| 1833                                     | 1839 (décès) | Jean Baptiste Dussau (décédé en 1839) |                         | Juge de paix à Peyrehorade                                                                                  |
| 1839                                     | 1848         | M. Duruthy                            |                         | Maire de Sorde                                                                                              |
|                                          |              |                                       |                         | |
| 1877                                     | 1901         | M. Delucq                             | Républicain             | Médecin |
| 1901                                     | 1925         | Pierre-Édouard Honton                 | Républicain             | Propriétaire Éleveur à Port-de-Lanne                                                                        |
| 1925                                     | 1931         | Jean-Joseph Sallenave (1891-1951)     | Républicain indépendant | Vétérinaire à Peyrehorade                                                                                   |
| 1931                                     | 1940         | Jacques Gabarra                       | Radical                 | Propriétaire à Orist                                                                                        |
| 1940                                     |              |                                       |                         | Les conseils d'arrondissement ont été suspendus par la loi du 12 octobre 1940 et n'ont jamais été réactivés |
| Les données manquantes sont à compléter. |              |                                       |                         | |

## Composition
Le canton de Peyrehorade groupait treize communes et comptait 11 378 habitants (population municipale au 1er janvier 2007).
| Communes              | Population (2012) | Code postal | Code Insee |
| --------------------- | ----------------- | ----------- | ---------- |
| Bélus                 | 592               | 40300       | 40034      |
| Cauneille             | 777               | 40300       | 40077      |
| Hastingues            | 535               | 40300       | 40120      |
| Oeyregave             | 331               | 40300       | 40206      |
| Orist                 | 645               | 40300       | 40211      |
| Orthevielle           | 841               | 40300       | 40212      |
| Pey                   | 661               | 40300       | 40222      |
| Peyrehorade           | 3 477             | 40300       | 40224      |
| Port-de-Lanne         | 859               | 40300       | 40231      |
| Saint-Cricq-du-Gave   | 342               | 40300       | 40254      |
| Saint-Étienne-d'Orthe | 552               | 40300       | 40256      |
| Saint-Lon-les-Mines   | 1 125             | 40300       | 40269      |
| Sorde-l'Abbaye        | 641               | 40300       | 40306      |

## Démographie
| 1962  | 1968  | 1975  | 1982  | 1990  | 1999  | 2006   | 2007   | - |
| ----- | ----- | ----- | ----- | ----- | ----- | ------ | ------ | - |
| 8 661 | 9 059 | 9 177 | 9 441 | 9 526 | 9 566 | 11 131 | 11 378 | - |